# Guani
Guani är en ort i Mexiko.   Den ligger i kommunen Comonfort och delstaten Guanajuato, i den centrala delen av landet, 210 km nordväst om huvudstaden Mexico City. Guani ligger 1 952 meter över havet och antalet invånare är 152.
Terrängen runt Guani är kuperad. Runt Guani är det ganska tätbefolkat, med 149 invånare per kvadratkilometer. Närmaste större samhälle är Apaseo el Grande, 19,8 km söder om Guani. I omgivningarna runt Guani växer huvudsakligen savannskog.